# 徐德学
徐德学（1949年—），安徽省亳县人，中国人民解放军中将。

## 生平
1997年12月，任武警重庆市总队政委。2000年8月，任武警指挥学院政委。2003年7月，任武警部队政治部副主任。2007年10月，任南京军区副政委。2008年起担任全国人大代表。